# Cantuaria stewarti
Espèce
Synonymes
- Arbanitis huttoni stewarti Todd, 1945

Cantuaria stewarti est une espèce d'araignées mygalomorphes de la famille des Idiopidae.

## Distribution
Cette espèce est endémique de Nouvelle-Zélande. Elle se rencontre sur l'île Stewart.

## Étymologie
Son nom d'espèce lui a été donné en référence au lieu de sa découverte, l'île Stewart.

## Publication originale
- Todd, 1945 : Systematic and biological account of the New Zealand Mygalomorphae (Arachnida). Transactions and Proceedings of the Royal Society of New Zealand, vol. 74, p. 375-407 (texte intégral).